# Rahn+Bodmer

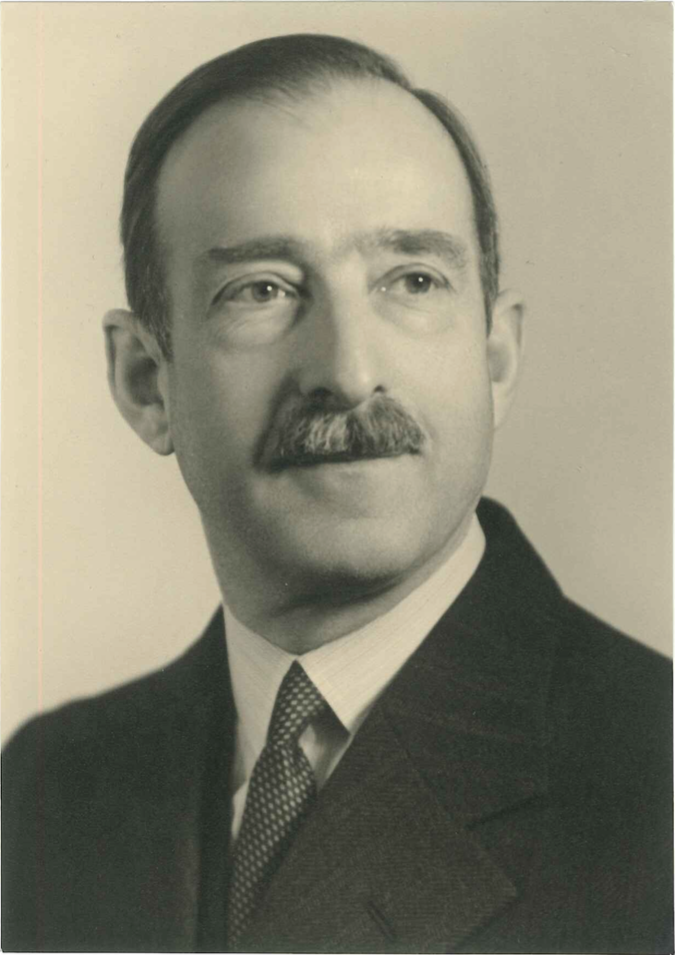
Max Bodmer-Schlindler em 1934, co-proprietário do banco e co-fundador da Swiss Private Bankers Association.

Rahn + Bodmer Co. é um banco privado suíço especializado em consultoria de investimento e gerenciamento de ativos. A empresa foi fundada em Zurique em 1750 e hoje é o banco privado mais antigo de Zurique. Sua forma é uma parceria limitada agora com 5 parceiros responsáveis. Por várias gerações, a empresa pertence às famílias de Zurique Rahn, Bodmer e Bidermann. 

A Rahn + Bodmer Co. possui cerca de 200 funcionários, todos trabalhando na sede de Zurique. O banco se concentra em consultoria de investimento e gerenciamento de ativos; isso principalmente para clientes particulares em casa e no exterior. Em 30 de junho de 2024, os ativos de clientes sob gestão eram reportados em 16.8 bilhões de francos suíços.